# 福山市議会
福山市議会（ふくやましぎかい）は、広島県福山市に設置されている地方議会である。2024年3月31日、告示され、56人（現職29人、新人27人）が立候補した。4月7日投開票、現職27人、新人11人が当選した。2024年5月1日、会派構成が公表された。2024年5月13日、正副議長が選出された。

## 概要
- 定数：38人[11]
- 任期：2024年5月1日 - 2028年4月30日[12]
- 選挙区：市全体を1選挙区とする大選挙区制（単記非移譲式）
- 議長：今岡芳徳[1][13]（水曜会[2]）（2024年5月13日[2] - ）
- 副議長：連石武則（水曜会）（2025年5月13日[3][14] - ）
正副議長は慣例で、議長は2年交代、副議長は1年交代[2][15]。
- 福山市議会事務局：福山市役所 議会棟2階[16]

## 会派
2024年5月1日現在
| 会派名     | 議員数 | 所属党派（2024年4月8日現在）        | 女性議員数 | 女性議員の比率(%) |
| ---------- | ------ | ----------------------------------- | ---------- | ----------------- |
| 水曜会     | 13     | 無所属13                            | 1          | 7.69              |
| 誠友会     | 07     | 無所属7                             | 0          | 0                 |
| 公明党     | 07     | 公明党7                             | 3          | 42.85             |
| 市民連合   | 05     | れいわ新選組1・立憲民主党1・無所属3 | 1          | 20                |
| 新政クラブ | 03     | 無所属3                             | 0          | 0                 |
| 無所属     | 03     | 日本共産党2・福山維新の会1          | 1          | 33.33             |
| 計         | 38     |                                     | 6          | 15.7              |

## 党派
2024年4月現在
- 公明党7人
- 日本共産党2人
- 立憲民主党1人
- れいわ新選組1人
- 諸派1人
- 無所属26人

## 常任委員会
2024年5月14日更新
- 常任委員会
  - 総務委員会（10人）
  - 民生福祉委員会（10人）
  - 文教経済委員会（9人）
  - 建設水道委員会（9人）
- 議会運営委員会（10人）

## 議員報酬と諸手当
- 月額[25]
  - 議長：月額 765,000円
  - 副議長：月額 685,000円
  - 議員：月額 635,000円
- 期末手当：3月1日、6月1日及び12月1日（基準日）[26]
- 政務活動費：会派（所属議員が１人の場合を含む）に対して月額13万円交付[27]。

## 議会だより
- ふくやま市議会だより（発行：福山市議会 / 編集：ふくやま市議会だより編集委員会）
年4回（2月・5月・8月・11月）発行[28] ※5月臨時会号を7月発行の年がある

## 議員定数と投票率
| 投開票日      | 定数 | 立候補者 | 投票率               |
| ------------- | ---- | -------- | -------------------- |
| 2008年4月6日  | 46   | 51       | 53.87％              |
| 2012年4月8日  | 40   | 49       | 49.11％              |
| 2016年4月10日 | 40   | 44       | 44.69％              |
| 2020年4月5日  | 38   | 46       | 38.34％ （戦後最低） |
| 2024年4月7日  | 38   | 56       | 41.15％              |

## 歴代議長
| 通算   | 議長               | 就任          |
| ------ | ------------------ | ------------- |
| 初代   | 河相三郎           |               |
| 第2代  | 大平要太郎         |               |
| 第3代  | 河相三郎           |               |
| 第4代  | 三谷芳松           |               |
| 第5代  | 大平要太郎         |               |
| 第6代  | 小林照旭           |               |
| 第7代  | 今福新一           |               |
| 第8代  | 小林照旭           |               |
| 第9代  | 佐藤五郎           |               |
| 第10代 | 小山武雄           |               |
| 第11代 | 三谷美郎           |               |
| 第12代 | 三谷美郎           |               |
| 第13代 | 三谷美郎           |               |
| 第14代 | 門田武雄           |               |
| 第15代 | 門田武雄           |               |
| 第16代 | 門田武雄           |               |
| 第17代 | 門田武雄           |               |
|        |                    |               |
|        | 三谷積             |               |
|        | 森田泰元           |               |
|        | 三谷積             |               |
|        | 小川眞和           |               |
|        | 蔵本久             |               |
|        | 背尾博人           | 2000年        |
|        | 背尾博人           | 2002年6月     |
|        | 小川眞和           | 2004年5月     |
|        | 蔵本久             | 2008年5月     |
| 第43代 | 小川眞和           | 2010年5月     |
| 第44代 | 徳山威雄           | 2010年6月     |
| 第45代 | 小林茂裕           | 2012年5月     |
| 第46代 | 小川眞和           | 2014年5月     |
| 第47代 | 小川眞和           | 2016年5月     |
| 第48代 | 早川佳行           | 2018年5月     |
| 第49代 | 小川眞和           | 2020年5月     |
| 第50代 | 熊谷寿人（水曜会） | 2022年5月9日  |
| 第51代 | 今岡芳徳（水曜会） | 2024年5月13日 |